# Demetrius Vikelas

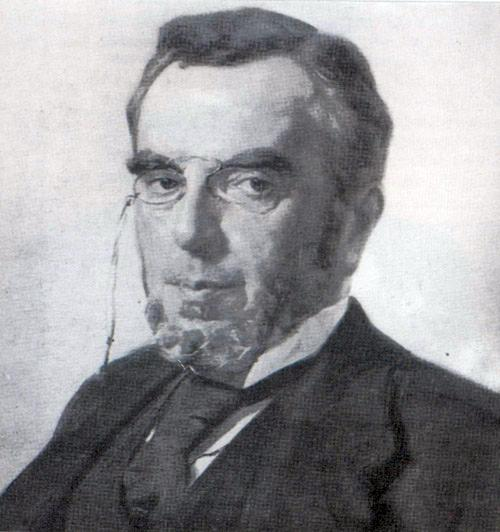
Demetrius Vikelas

Demetrius Vikelas (Grieks: Δημήτριος Βικέλας), ook bekend als Bikelas (Ermoupoli, 15 februari 1835 – Athene, 20 juli 1908) was een Griekse zakenman en de eerste voorzitter van het Internationaal Olympisch Comité (IOC), van 1894 tot 1896.
Geboren in Ermoupoli, op het eiland Syros in Griekenland, was hij als kind vaak ziek. Omdat hij een slechte gezondheid had, werd het onderwijs dat hij genoot vaak onderbroken. Hij verliet zijn ouders op 17-jarige leeftijd om voor zijn oom in Londen te gaan werken, eerst als boekhouder en later als partner. In Londen ontmoette en werd hij bevriend met de toekomstige minister-president van Griekenland Charilaos Trikoupis, de zoon van de Griekse ambassadeur.
Vikelas representeerde de Pan-Hellenistische Gymnastiek Club tijdens het Parijse congres in 1894, bijeengeroepen door Pierre de Coubertin, waar de moderne Olympische Beweging werd opgericht.
Van origine was het Coubertins idee om de eerste viering van de moderne Olympische Zomerspelen in 1900 in Parijs te houden, maar Vikelas wist hem en het net opgerichte IOC ervan te overtuigen dat ze in Athene gehouden moesten worden, om ze symbolisch te verbinden met de originele Spelen. Omdat de statuten van het IOC op dat moment voorschreven dat de voorzitter van de IOC van het land moest komen waar de volgende Spelen zouden worden gehouden, werd Vikelas de eerste voorzitter van de IOC.
Na deze eerste Olympische Spelen, deze bleken een groot succes, trok Vikelas zich terug uit het IOC en richtte zijn aandacht op andere zaken. Hij overleed in Athene op de leeftijd van 73 jaar.
Demetrius Vikelas (Griekenland, 1894-1896) · Pierre de Coubertin (Frankrijk, 1896-1925) · Godefroy de Blonay (Zwitserland, 1916-1919) · Henri de Baillet Latour (België, 1925-1942) · Sigfrid Edström (Zweden, 1942-1952) · Avery Brundage (Verenigde Staten, 1952-1972) · Lord Killanin (Ierland, 1972-1980) · Juan Antonio Samaranch (Spanje, 1980-2001) · Jacques Rogge (België, 2001-2013) · Thomas Bach (Duitsland, 2013-heden)
- Bibsys: 97048622
- Biblioteca Nacional de España: XX1662399
- Bibliothèque nationale de France: cb137425861 (data)
- CiNii: DA15497343
- Gemeinsame Normdatei: 119154307
- International Standard Name Identifier: 0000 0001 1027 6885
- Library of Congress Control Number: n84019721
- Nationale Bibliotheek van Tsjechië: jn20010602921
- Nationale bibliotheek van Australië: 36014389
- Nationale Bibliotheek van Israël: 987007445027905171
- Nationale Bibliotheek van Polen: a0000002793607
- Nederlandse Thesaurus van Auteursnamen: 07154173X
- Réseau des bibliothèques de Suisse occidentale: 02-A000172757
- LIBRIS: 257537
- Système universitaire de documentation: 085973815
- Trove: 1185965
- Virtual International Authority File: 59262896
- WorldCat: E39PBJjdf6CxVkwfVCDxwjqmh3